# ژوسلین لروک
ژوسلین لروک (فرانسوی: Jocelyne Larocque‎؛ زادهٔ ۱۹ مهٔ ۱۹۸۸) بازیکن هاکی روی یخ اهل کانادا است.